# The Monkees (албум)
The Monkees је први албум групе The Monkees објављен 1966. године. Албум је био пласиран но:1 тринаест недеља у Сједињеним Државама и седам недеља у Великој Британији. Песма Last Train to Clarksville који је изашао као самостални сингл неколико месеци раније, такође је стигао до врха америчких топ листа у новембру исте године.

## Списак песама[2]
Прва страна
- 1. (Theme From) The Monkees – 2:20
- 2. Saturday's Child (David Gates) – 2:44
- 3. I Wanna Be Free – 2:24
- 4. Tomorrow's Gonna Be Another Day (Boyce, Steve Venet) – 2:33
- 5. Papa Gene's Blues (Michael Nesmith) – 1:55
- 6. Take a Giant Step (Gerry Goffin, Carole King) – 2:32

Друга страна
- 7. Last Train to Clarksville – 2:40
- 8. This Just Doesn't Seem to Be My Day – 2:08
- 9. Let's Dance On – 2:30
- 10. I'll Be True to You (Goffin, Russ Titelman)– 2:33
- 11. Sweet Young Thing (Goffin, King, Nesmith)-1:54
- 12. Gonna Buy Me a Dog – 2:38

Бонус
1994. Рино Рекордс је поново објавио The Monkees са три бонус нумере:
- 13. I Can't Get Her Off My Mind – 2:55
- 14. I Don't Think You Know Me (Goffin, King) – 2:18
- 15. (Theme from) The Monkees – 0:52